# (23714) 1998 EC3
1998 إي سي 3 (ويعرف أيضًا باسم (23714) 1998 إي سي 3 وفق تسمية الكوكب الصغير) (بالإنجليزية: 1998 EC3)‏ هو كويكب ضمن حزام الكويكبات؛ وترتيبه 23714 من حيث الاكتشاف.
اكتُشف هذا الجُرم الفلكي بواسطة تاكاو كوباياشي في 1 مارس 1998.

## وصلات خارجية
- (23714) 1998 EC3 في قاعدة بيانات مختبر الدفع النفاث لأجرام النظام الشمسي الصغيرة

- الاكتشاف · مخطط المدار ·  العناصر المدارية · المعلمات المادية

- (23714) 1998 EC3 على موقع ويكي سكاي: DSS2, SDSS, GALEX, IRAS, Hydrogen α, X-Ray, Astrophoto, Sky Map, Articles and images